# Pol-e Chomri
Pol-e Chomri (pers. پل خمری) – miasto w północnym Afganistanie, stolica prowincji Baghlan. W 2021 roku miasto według szacunków liczyło prawie 248 tys. mieszkańców.